# Praha-Krč
Praha-Krč – stacja kolejowa w Pradze, w Czechach przy ulicy Před Nádražím 68/2. Znajdują się tu 2 perony.